# PureMail -ピュアメール-
『Pure Mail』（ピュアメール）は、2000年8月25日（CD版。DVD版は2001年12月28日）にオーバーフローより発売された18禁恋愛アドベンチャーゲームである。

## 概要
オーバーフローの第1作として企画（諸般の事情により第2作として発売）された凌辱・調教物であるが、『ら〜じ・PonPon』のために企画からメイザーズぬまきちが離れた後、表向きのみ「学園純愛物」に変更された。リアリティにこだわって作られているため、各ヒロインには2、3人のモデルが存在しており、作中のシチュエーション、メールやチャット内容も取材を元に生々しさを出している。
2001年にはグリーンバニーによってアダルトアニメ化され、全2巻で発売された。
2001年4月27日に発売された『オーバーフロー ぷれじゃ〜ボックス』には、本作の外伝に当たる『ピュアメール外伝』と、本作の7年後を描いた『その後のピュアメール』が掲載されている。
このうち、『その後のピュアメール』は、同ブランドの『School Days』と同じ時間軸であることが示唆されている。

## ゲームシステム
アドベンチャーゲーム形式であり、最終的に登場する女性のいずれかと結末を迎えるが、各ヒロインには「感情値」が設定されており、選んだ選択肢によってそれが変化するようになっている。感情値の状態によってストーリーの特定箇所で出現する選択肢が変化し、それによってストーリーが分岐していく。ただし、感情値は隠しパラメータとなっており、プレイヤーには分からない。更には碧にのみ、隠しパラメータとして「調教値」が設定されている。
操作には「既読スキップ」「自動送り」「次の選択肢まで進む」「前の選択肢まで戻る」などがあり、システムでは「音声」「SE」「BGMの個別ボリューム」「自動送り速度」「フォント」「女性毎のヘアの有無」などが設定できる。
PC内に『ら〜じ・PonPon』がインストール済みでセーブデータが存在すると、テキストや展開が通常と変わる場合がある。また、エンディングにクレジットされている協力メーカー作品がインストールされていると、チャット中のアイコンが各メーカー作品の物になり、会話にもそれ関連の選択肢が出現する。
時系列としては『Summerラディッシュバケーション!!』の後、『Summerラディッシュバケーション!! 2』、『ら〜じ・PonPon』と同時期。本作の後が『MISS EACH OTHER』、『LOST M』、更に半年後が『School Days』『Cross Days』となっている。

## ユーザーサポート
発売後は5回に渡り、週1回更新の公式サイト上の攻略コーナーにて2ちゃんねるなどの反応を見ながら、『なぜなにピュアメール』で攻略ヒントを提供したり、修正プログラムを配布したり、ユーザー登録葉書を出したユーザーには最終修正プログラムとアクセサリの入ったCD-ROMを無料配布するなどのユーザーサポートが実施された。

## ストーリー
『Pure Mail』では、正規ルートと、隠しルートである「鬼畜ルート」が存在する。
『美少女ゲームマニアックス2』によると、正規ルートの内容は非常にまっとうな「学園物の恋愛ゲーム」であるとされており、ヒロインとの真ハッピーエンドにはHシーンが全くないルートもあるとされている。
一方、「鬼畜ルート」は、嫉妬や恨み、独占欲といった様々な感情や欲望が、圭と碧以外の人物にも広がる内容であり、同ルートでは碧に対する凌辱や調教だけでなく、碧が脱糞する場面や、圭たちの担任教師の娘が中出しをされた末に妊娠する場面も存在する。

### Pure Mail
葵学園に通う主人公・緒方圭（おがた けい）は、幼少期に両親から虐待を受けたことが理由で他人との繋がりを真っ向から拒絶し、自分の殻に閉じこもる日々を送っていた。その中で、彼はEVE（イヴ）というハンドルネームの女性と毎晩チャットを楽しみ、EVEからも尊敬を受けていた。ある日、ある日偶然にも、EVEがクラスメイトの奈川碧（ながわ みどり）であることを知ってしまう。

### ピュアメール外伝
主人公・古谷奨（ふるや しょう）は葵学園に通い、圭や碧とはクラスメイトであった。特に何事も無かった夏休みも終わり、再び学園生活が始まったある日。奨は登校中に、自分と同じく葵学園の制服を着る少女・友坂真彩（ともさか まあや）と出会う。登校後、夏休みの間に転校してしまったクラスメイトの結城綾華と鰐垣と入れ替わりに真彩が転校してくるが、彼女は周囲に自分について語ることを極端に恐れていた。それと同時に、奨の携帯電話には久美と名乗る人物から「メル友になって欲しい」というメールが届く。奨は気まぐれでそれを承諾し、久美と親しくなっていく。

## 登場人物

### 『PureMail -ピュアメール-』に登場
緒方 圭（おがた けい）
声 - なし（PureMail）、一物保（ぷれじゃ〜ボックス、アダルトアニメ版PureMail）
主人公。一人称は「僕」。親戚である養父母の元で暮らしている。インドア系かつ内向的で、幼少時のトラウマが原因でPTSDに陥っているため、人付き合いが悪く、情緒不安定に陥ってしまっている。更に同級生からは、碧と交友関係にあるという理由で陰湿な嫌がらせを受けている。
ゲーム版では目元が隠れた状態で描かれ、顔立ちが明確ではないが、アニメ版では明確に顔が描かれている。
7年後を描いた『その後のピュアメール』（『ぷれじゃ〜ボックス』に収録）では、大学生に進学しており、PTSDの症状も落ち着いているが、その一方で女性達とのソフトSMに嵌っている。
碧と交際を続けながら、美紀とも肉体関係を持ち続けるなど人間関係の問題は改善できておらず、選択ルートによっては本作で関わった女性達全員を妊娠させてしまうことになる。また、選択ルートによっては美紀の弟の泰介と肉体関係を持つ。
複数人の女性と同時並行で関係を持つ他、まだ年端のいかないりんに手を出し『その後のピュアメール』で自分の娘の小凛に性的いたずらをする等女癖は悪い。
『その後のピュアメール』によれば、養母（藍の実母）は圭の実母である。
奈川 碧（ながわ みどり）
声 - ダイナマイト♥亜美
圭のクラスメイト。ロングの茶髪を学校では白いリボンを付けてハーフアップにしている。学校一の美少女と称され、人気がある。子役のモデル経験を持つが、悲しい体験もしており、芸能活動を止めている。親友の美紀とは小学4年生の頃に転校してきて以来の仲。「EVE」というハンドルネームで、「A.W」（圭のハンドルネーム）と毎晩チャットを楽しんでいる。A.Wと圭の両方に惹かれているが、2人が同一人物であることには気付いていなかった。
成績優秀で表向きは優等生だが、幼少期は子役・子モデルの仕事中心で常に大人に囲まれ、同年代の子と付き合う機会を母に奪われてきたせいか少々気が強く、友達付き合いが苦手で小学生時代はいじめられることが多かった。チャットでは自分の親友の悪口を書くなど、嫉妬深い一面を見せる。また、A.Wの素性が不明な時点で自分の写真をA.W本人に送ったり、同級生や友人に自分がA.Wと付き合っていることを公言するなど、世間知らずなところがある。加えて、思い込みが激しく、A.Wを頼れる大人だと信じ切っている。
エンディングのうち鬼畜ルートでは凌辱や調教などを経験する。ストーリーの終盤で両親が離婚することになり、転校することになる。
7年後を描いた『その後のピュアメール』では、芸能界に女優として復帰し、幾つもの映画に出演するほどの人気ぶりである一方、交際相手の圭に「ライバル女優を犯してビデオに撮って弱みを握れ」という指示をしたり、「浮気をしたら圭も浮気相手も殺すかも」と言い、浮気相手がいる場合は浮気相手の数だけ圭にハサミを送り付けるなど、さらに腹黒い性格になっている。
『☆クイズDE☆PonPon』にも登場するが、実父であると知らず（従兄であることは認識している）に歩と肉体関係を持ち、妊娠する。
澤永 美紀（さわなが みき）
声 - 小嶋千明
圭とは作中の1年前に同じクラスだったバスケ少女で、圭へは1年前から想いを寄せていた。髪は頭頂部に短い1本のアホ毛の生えたショートヘア。自宅が近隣にあり、家族ぐるみで付き合いのある碧とは小学校時代からの親友同士。クラスでは持ち前の面倒見の良さから碧以外の女子からも慕われており、同じくクラスで自分のグループ以外の女子のリーダー格で反りの合わない綾華とは小学生時代から派閥争いをしている。母は製薬会社で碧の父 重蔵の下で研究員をしており、両親が共働きであるため、幼い弟 泰介を保育園に迎えに行く等面倒を見ている。
明るく活発だが、個別ルートでは親友である碧と圭を引き離すために碧を街の不良と交際させようとするなど、腹黒い一面を見せる。
7年後を描いた『その後のピュアメール』では地元の大波良教育大学に進学し、教員採用試験の倍率の高さにめげて圭に「永久就職」を迫って喧嘩になり、その後、仲直りしに来た圭が自分と弟の泰介と間違えて肉体関係を持つことに繋がる。
結城 綾華（ゆうき りょうか）
声 - 齋藤よし子
圭のクラスの委員長である資産家の令嬢で、高飛車な性格をしている美紀とは犬猿の仲であり、圭と親しく接する碧とは何かにつけて対立する。美紀、碧とは小学生時代からの仲。髪はウェーブのロングヘア。高圧的に立ち振る舞っているが、作中登場する女性の中では一番の常識人。勉強もスポーツもできる秀才だが、学力は天才肌の碧に敵わないものの、負けたくない一心で奮起し努力を続け今の地位を築いている。
どのルートでも終盤で破産を迎え、離れた地域の公立校に転校する。
7年後を描いた『その後のピュアメール』では、両親がカルト宗教へ入信しかけている以外の詳しい様子は明らかにされていないが、圭とはメールなどを通じての関係を続けている。
ルートによって圭が他の女性を連れて行ったラブホテルで綾華の母が清掃員として働いており、浮気を目撃され、圭の浮気を綾華が知ることになる。
緒方 藍（おがた あい）
声 - 寧々
圭の妹。葵学園1年生。髪は明るい色の癖毛でベリーショートにしている。天真爛漫だが圭に対して口うるさく、他のヒロインからの電話を取り次がなかったり、個別ルートでは圭のチャットへ割り込んで「EVE」と別れさせようとすることもあった。エンディングは2種類。衣里のルートでは「お兄ちゃんを諦めたわけじゃない」と言いつつ進一と付き合うようになる。
7年後を描いた『その後のピュアメール』では、圭を追って一浪した後、同じ大学に進学し、彼のいるアパートに引っ越している。圭の話によると彼を誘惑して関係を持ってしまったとのこと。
アニメ版では、口やかましさが抑えられている。
青葉 衣里（あおば えり）
声 - 森本れおな
藍の親友で、彼女の兄である圭へ想いを寄せる。毛先が外に跳ねた黒髪をセミロングにしている。母が水商売で生計を立てており、兄・ヒデオは街で有名な不良であるため、藍以外のクラスメイトからは距離を置かれている。不良達からは一目置かれているが、彼女自身はあまり良く思っていない。
アニメ版では圭が碧に想いを寄せ居ていることを察すると気を利かせて身を引き、アプローチされた圭以外の男と肉体関係を持ち、付き合い始める。
真東 悠美（まとう ゆみ）
声 - 春乃うらら、春日アン（アダルトアニメ版PureMail）
圭の学校の生徒会役員。前髪のない紺色の髪のボブでサイドをスリーピンで留めている。眼鏡を掛けており、夏にも関わらず冬服を着ている。隠しキャラクターであり、2周目以降に表示される特定の選択肢を選んだ場合にのみ出現する。
7年後を描いた『その後のピュアメール』では、圭や進一と同じ大学に進学している。
アニメ版ではメインキャラクターとして登場しており、学校のコンピュータのサーバー管理者という立場を利用して圭を脅し、自らの性欲処理をさせている。ゲーム本編とは大分設定が異なっている。
関端 りん（せきはた りん）
声 - 岩泉まい
圭の担任である関端邦宏（せきはた くにひろ）の娘。『PureMail』における隠しキャラクターの1人。
家は裕福ではなく、古い木造アパートで父と2人暮らし。圭をからかったりするが、父は仕事の都合上家にあまりおらず、寂しい思いをしている。
孤独な境遇が圭と共感し合った末に、とあるルートでは、圭の子を妊娠している。
7年後を描いた『その後のピュアメール』では女子校に進学。圭との関係を知られたため、父によって彼と引き離され、田舎に押し込められていた。それでも、圭に対しては一途に思いを寄せ続けており、彼との間に身篭った娘・小凜（こりん）を出産（母親であるりんに似ている）。その後、独力で圭の居場所を突き止めて、在学している学校のセーラー服の制服姿で婚姻届けを片手に娘を連れて彼の下を訪れている。
しかし、婚姻届けを提出しに行こうとした朝、自分が着替えている間、小凜と遊んでいた圭が昔のりんを思い出して性的悪戯をしてしまったのを見つけ、圭を家から叩き出した。関係が破綻し、結婚には至っていない。
柴 進一（しば しんいち）
圭のクラスメイトで、自称「圭の親友」。アニメオタクであり、頭にバンダナを巻いて眼鏡を掛け、カメラを持ち歩いている。写真部に所属する傍ら、裏では盗撮も行っているといううわさがある。やや無神経な性格。
7年後を描いた『その後のピュアメール』では、圭と同じ大学に進学。彼の抱える悩みを、おでんの屋台で聞くことになる。ルートによっては藍と付き合うことになる。
青葉英郎（あおば ひでお）
衣里の兄。街で有名な不良のヒデオとは彼のことである。金髪で青いアロハシャツを着てサングラスをかけ派手に装っている。碧に付き纏い、執拗に接触を図る。衣里のルートでは妹思いな一面も見せる。
伊能 歩
『ら〜じ・PonPon』で登場。
本作ではるり香ではなくゆかりと結婚しており、ルートによっては臨月を迎えた妻と奈川家に滞在し、従妹で義妹（実は娘）にあたる碧と関係を持つ。
奈川 ゆかり
本作では歩と結婚して出産を控え夫婦で奈川家に帰省していることを妹の碧がチャットで語っている。

### 『ピュアメール外伝』に登場
古谷 奨（ふるや しょう）
外伝の主人公。葵学園の生徒であり、圭や碧と同じく2年A組に在籍。クラスで孤立していく真彩のことを心配している。何気なくメールで関わった「久美」と名乗る女性とメル友になり、親しくなっていく。友人関係はあまり良くない。
友坂 真彩（ともさか まあや）
外伝のヒロイン。プロローグでふらついていた所を奨と出会った後、2年A組へ転校してきた。以前は付近でもトップに当たる進学校へ通っていたらしいが、真彩自身はそれについて話すことを極端に恐れている。周囲に心を閉ざすが、何かと気遣ってくれる奨に対してだけは、次第に頼るようになっていく。時折嫌味めいた発言を悪気なく口にし、トラブルに発展することもある。読書が趣味で、一度本を読むと周りが見えなくなってしまう。
久美（くみ）
ある時、奨の携帯メールでメル友になって欲しいと接触してきた謎の人物で、過去に自殺した真彩の親友と同じ名前である。気まぐれで奨は久美の相手をするようになり、親しくなっていくが、何故か奨の行動を知っているかのようなメールを送ってくることがある。

## スタッフ
- 監督、シナリオ監修：メイザーズぬまきち
- キャラクターデザイン、原画：西E田
- OSデザイン：りつべ
- 背景原画：おおしろしげき、かわせみはるか
- シナリオ：屑美たけゆき、マロガッツ、メイザーズぬまきち、GON
- 音楽：ZEL
- サウンドエフェクト、音声編集：みずっち

## 主題歌
- オープニングテーマ「OPEN THE MIND」
  - 作詞：TEN / 作曲：ZEL / 歌：静木亜美
- エンディングテーマ「Angelic Feather」
  - 作詞：TEN / 作曲：ZEL / 歌：静木亜美

## 復刻・DL版
- 2006年1月27日に発売された『オーバーフロー プレミアム・トリロジーBOX』には、復刻版と『その後のピュアメール』が収録された。
- 『School Days』のテレビアニメ化（放送開始は2007年7月）に伴い、2007年2月16日よりダウンロード販売が開始された。

## 関連商品

### 音楽CD
- ピュアメール オリジナルサウンドトラック
  - 2000年12月21日にキングレコードより発売。

### アダルトアニメ
グリーンバニー制作のアダルトアニメ。全2巻。
ストーリーに重きを置いているため、Hシーンは物語の演出上に必要な場面のみに限られており、各巻で2箇所ずつあるのみである。また、原作では隠れキャラクターだった悠美がメインキャラクターとして登場している。
- 第一話『Twisted mind』 - 2001年9月25日発売
- 第二話『Revert to mine』 - 2001年12月21日発売

## 反響
本作はルート次第で純愛ものにも凌辱ものにもなりうる内容とルートによってヒロインの性格が大幅に変わる事が反響を呼んだ一方、主人公の妹である藍はファンの間では不人気だった。
また、CD-ROM版はソフ倫からクレームが付き、回収された。

### 評価
おたぽるの穴リスト猫は、本作がインターネットを題材とした『螺旋回廊』と同じ年に発売されたことについて、「2000年前後の時点でコンピュータを通じた出会いは珍しく、物語にしやすかったのではないか」と推測している。
また、穴リスト猫はアダルトアニメ版について、「『ピュアメール』というタイトルに反して重苦しい内容だが、オーバーフローの隠れた名作はアニメになっても名作」と評し、主人公の弱みを握って脅す悠美をメインキャラクターに据えたことについても、主人公の苦しみや虚無がよく表れていると評した。その一方で、穴リスト猫は作画の出来が良くないことについても触れた。

### 書籍
- 多根清史、箭本進一、阿部広樹「特別企画『School Days』を創った男」『超エロゲー ハードコア』太田出版、2012年10月、206-229頁。
- “ピュアメール”. 美少女ゲームマニアックス2. 東京: キルタイムコミュニケーション. (2001-10-10). pp. 94-95. ISBN 4-86032-002-6. OCLC 675030565